# Lincoln (Nova Zelândia)
Lincoln é uma cidade no Distrito de Selwyn, na Canterbury Ilha Sul da Nova Zelândia. A cidade é localizada nas Planícies de Canterbury a oeste da Península de Banks. Fica situada a 22 km a sudeste de Christchurch. É a segunda maior cidade do distrito, apenas ultrapassada em número de habitantes pela sua vizinha Rolleston.

## Educação, instituições de pesquisa e amenidades
Lincoln tem duas escolas, sendo uma primária e outra secundária.
- Lincoln Primary School é uma escola primária que foi fundada em 1866.
- Lincoln High School é uma escola secundária e foi fundada em 1959.

Lincoln é a sede da Lincoln University. Assim com a universidade, existem vários outros centros de pesquisa em Lincoln, incluindo AgResearch, Institute for Plant and Food Research, FAR (Foundation for Arable Research), e Landcare Research.
Lincoln também tem o primeiro supermercado da Nova Zelândia a ter geração de energia eólica, gerando parte de sua energia: o Lincoln New World.